# Бывальцев, Алексей Александрович
Алексей Александрович Бывальцев (род. 20 февраля 1994, Магнитогорск, Челябинская область) — российский хоккеист, нападающий.

## Биография
Воспитанник магнитогорского хоккея. В сезоне 2011/12 года играл в рудненском «Горняке». В 49 играх чемпионата Казахстана набрал 10 + 22 очков по системе «гол + пас».
В сезоне 2012/13 года играл в ВХЛ в составе ХК «Казцинк-Торпедо». В 18 играх набрал 1+3 очка по системе «гол + пас». В чемпионате Казахстана за «Казцинк-Торпедо-2» провел 4 игры, набрав 1+2 очка.
В 2014 году дебютировал в КХЛ, сыграв 10 матчей за «Адмирал», но основную часть первенства провёл в команде ВХЛ «Молот-Прикамье». В сезоне 2015/16 оказался в составе клуба «Амур». В 2018 году перешёл в СКА. В 2019 году пополнил состав «Витязя» в результате обмена «2 на 2». Пётр Кочетков и Бывальцев стали игроками «Витязя», а в обратную сторону отправились Артём Швец-Роговой и Александр Самонов. 9 мая 2020 года был обменян в «Трактор».

## Достижения
- Участник матча звёзд КХЛ: 2018